# 川島実
川島 実（かわしま みのる、1974年8月1日 - ）は、元プロボクサー、医師、仏僧。気仙沼市立本吉病院元院長。ドイツ文学者の川島隆は実弟。

## 経歴・人物
京都府長岡京市生まれ、奈良県奈良市育ち。東大寺学園高校を経て京都大学医学部医学科へ進学。大学入学後、体を鍛える目的で偶然始めたボクシングで頭角を現し、6年時（1998年）にプロ合格。京都拳闘会所属。
「現役医学部生ボクサー」として注目を集め、西日本新人王（ウェルター級）・MVPに輝いた。中日本新人王・西部日本新人王を下し、西軍代表として全日本新人王決定戦に臨むが、東軍代表（相原一隆）に判定負けを喫する。プロ通算戦歴は15戦9勝 (5KO) 5敗1分。後に東洋太平洋スーパーウェルター級、ミドル級、スーパーミドル級で3階級制覇を果たす野中悠樹にも勝利しており、後の東洋太平洋ウェルター級王者丸元大成とは2勝1敗。
1999年京大医学部卒業。プロボクサーの現役時代に医師国家試験に合格し、医師免許を取得。
29歳でボクサーを引退した後、地域医療に携わる。東日本大震災の発生後はボランティア医療のため、常勤医不在の宮城県気仙沼市立本吉病院へ、当時の勤務地であった山形県から片道4時間かけて毎週末通い詰めた。不在だった院長就任を依頼され、2011年10月就任。医療体制に道筋をつけて2014年3月退任、フリーランスの医師となる。
2014年、東大寺で在家僧侶の資格を取得。
両親ともに京都大学出身。家族は薬剤師の妻と1男3女。
2018年12月、2019年4月投票の奈良県知事選挙への出馬を表明したが、現職の荒井正吾に約15万票近い差を付けられ、候補者3人の中では最少得票（10万8701票）で落選した。